# La mujer ante el espejo
Femme au miroir, també coneguda pel nom en castellà La mujer ante el espejo, és una escultura de Juli González. Fou creada a París entre el 1936 i el 1937, i actualment forma part dels fons de l'Institut Valencià d'Art Modern.
L'obra es crea en el context de la Guerra Civil Espanyola i a París, on González residia des del 1899. Esta obra seria una de les dos que l'autor proposa per al saló d'Espanya de l'Exposició Universal del 1937, si bé els organitzadors es decantarien per Montserrat. L'obra s'emmarca en la categoria creada per ell mateix per a l'escultura en ferro abstacta anomenada dibuix en l'espai. Fins llavors, González havia fet obres escultòriques de menor mida, però ací s'abasta una mida propera a l'escala humana.